# Уолтър Смит
Уолтър Смит (на английски: Walter Smith) e шотландски футболист и треньор по футбол, роден на 24 февруари 1948 година в Ланарк, Шотландия. Член на Залата на славата на шотландския футбол. Старши треньор на „Глазгоу Рейнджърс“.

## Успехи

### Като треньор
- Шампион на Шотландия (9): 1990/91, 1991/92, 1992/93, 1993/94, 1994/95, 1995/96, 1996/97, 2008/09, 2009/10
- Носител на Купа на Шотландия (4): 1992, 1993, 1996, 2008
- Носител на Купа на шотландската лига (5): 1993, 1994, 1997, 2008, 2010
- Финалист за Купа на УЕФА: 2008

Лични
- Треньор на шотландската Премиер-лига: 2007/08
- Треньор на годината в Шотландия (7): 1991/92, 1992/93, 1993/94, 1995/96, 1996/97, 2007/08, 2009/10
- Треньор на годината за УЕФА: 2009/10
- Включен в Залата на славата на шотландския футбол: 2007